# O'Shaughnessy's Boy
O'Shaughnessy's Boy (bra Devoção de Pai) é um filme estadunidense de 1935, do gênero comédia dramática, dirigido por Richard Boleslawski, com roteiro de Leonard Praskins, Wanda Tuchock, Otis Garrett, Harvey Gates e Malcolm Stuart Boylan.

## Elenco
- Wallace Beery ... Windy O'Shaughnessy
- Jackie Cooper ... Stubby O'Shaughnessy
- George McFarland ... Stubby O'Shaughnessy (criança)
- Henry Stephenson ... Major Bigelow
- Sara Haden ... tia Martha Shields
- Leona Maricle ... Cora O'Shaughnessy
- Willard Robinson ... Dan Hastings
- Clarence Muse ... Jeff